# Seekret
Albums de Kleeer
Intimate Connection
(1984)
Singles
1. Take Your Heart Away
Sortie : 1985

Seekret est le septième et dernier album studio de  Kleeer, sorti en 1985.

## Liste des titres
| No | Titre                | Durée |
| -- | -------------------- | ----- |
| 1. | Take Your Heart Away | 6:14  |
| 2. | You Got Me Rockin'   | 5:13  |
| 3. | Lay Ya Down Ez       | 5:07  |
| 4. | Seeekret             | 6:07  |
| 5. | Do Not Lie to Me     | 4:57  |
| 6. | Never Cry Again      | 4:49  |
| 7. | Call My Name         | 4:23  |